# Robert Simpson (Leichtathlet)

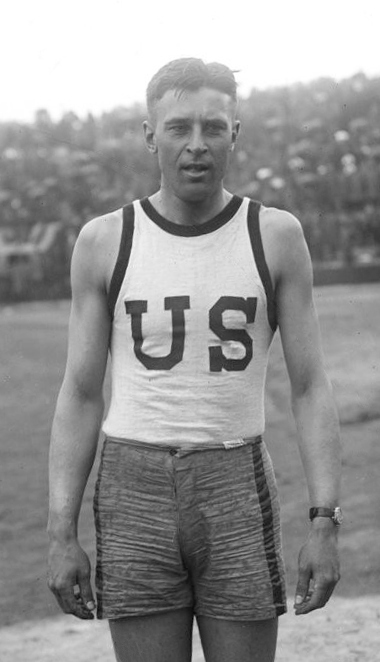
Robert Simpson

Robert Ingalls „Bob“ Simpson (* 25. Mai 1892 in Bosworth, Carroll County; † 10. November 1974 in Los Angeles, Kalifornien) war ein US-amerikanischer Hürdenlaufweltrekordler und Leichtathletiktrainer.

## Leben
Simpson wuchs auf dem Bauernhof der Familie im ländlichen Bosworth auf.
Er war der älteste von drei Brüdern einer sportlichen Familie und auch seine Brüder John Simpson und Chauncey Simpson sowie sein Cousin William Sylvester waren überragende Leichtathleten. Während der Highschool-Zeit galt Robert als komplette Leichtathletikmannschaft, da er im Weitsprung, Hochsprung und Sprint regelmäßig gewann und auch im Baseball und Basketball zur Schulmannschaft gehörte. Nach dem Highschool-Abschluss 1913 lernte er erst auf der University of Missouri bei Trainer Henry F. Schulte, der ihm ein Leistungssportstipendium gegeben hatte, das Hürdenlaufen, auch wenn er weiter als Sprinter und Weitspringer Punkte für die Universitätsmannschaft sammelte. Er erlernte schnell eine neuartige effiziente Hürdentechnik (Arme parallel zur Bahn und nicht seitwärts) und verließ sich nicht nur auf seine Sprintschnelligkeit. Zudem versuchte er die Hürden möglichst flach zu überlaufen, statt darüber zu springen. Nach den damaligen Regeln wurde man jedoch disqualifiziert, wenn man mehr als 3 Hürden umwarf.
Nach einem Jahr mit nur kleineren Rennen wurde er 1915 gegen wirkliche Konkurrenz geschickt. Er verlor sein erstes Rennen gegen Olympiasieger Fred Kelly in 15,0 s bei Zeitgleichheit nur um Zentimeter. Damit hatte er den Weltrekord eingestellt. Bei demselben Sportfest gewann er den Weitsprung und die 220 Yards Hürden. Wenig später bestätigte er die 15,0 s erneut. Bei den amerikanischen Meisterschaften wurde er Dritter über 120 Yards (hinter Kelly und Feg Murray) und Vierter über 220 Yards Hürden. Da aber Kelly mehr als die erlaubten drei Hürden umgeworfen hatte, wurde Simpson durch die Disqualifikation Zweiter. 1916 war Simpsons bestes Jahr. Durch den Weltkrieg waren jedoch die für Berlin vorgesehenen Olympischen Spiele ausgefallen. Er lief wieder 15,0 s (diesmal auf Gras) in den frühen Saison. Am 6. Mai verbesserte er den Weltrekord auf 14,8 s beim Vergleichskampf gegen Iowa State. Eine Woche später lief er dieselbe Zeit erneut und verbesserte außerdem seine Weitsprungbestleistung auf 7,18 m. Eine Woche später stellte Earl Thomson den neuen Weltrekord ein. Zwei Wochen später verbesserte Simpson den Weltrekord erneut, diesmal auf 14,6 s. Außerdem stellte er den Weltrekord von Alvin Kraenzlein mit 23,6 s über 220 Yards Hürden ein. 1917 startete Simpson nur noch in der College-Saison, gewann alle Rennen und meldete sich sofort nach dem Bachelor-Examen freiwillig zur United States Army. Er erhielt einen Ehrenpreis für das beste Zeugnis eines Leistungssportlers der Universität. Er durchlief den Offizierslehrgang und wurde Leutnant und der Sportverantwortliche der 91st Division.
Nach Kriegsende gewann er 1919 beide Hürdenstrecken bei den Interalliierten Spielen in Paris; über 220 Yards hatte er das Ausscheidungsrennen für Paris noch gegen seinen Cousin William Sylvester verloren. 1919 gewann er außerdem seinen zweiten amerikanischen Titel über 120 Yards Hürden und außerdem seine einzige Meisterschaft über 220 Yards Hürden. Zu seiner aktiven Zeit war er 1,90 m groß und wog 82 kg. Er startete außerhalb der Universität für den Illinois Athletic Club.

## Karriere als Trainer
Nach der Saison 1919 wurde Simpson der Cheftrainer für Leichtathletik der University of Missouri. Er blieb hier bis 1926 und brachte u. a. den Olympiasieger Jackson Scholz und Olympiazweiten (und späteren Startrainer) Brutus Hamilton heraus. Er trainierte nun auch seinen jüngeren Bruder Chauncey, der später an derselben Universität Trainer für Leichtathletik, Football und Golf wurde. Nach der Saison 1926 wechselte Simpson an die Iowa State University, wo er bis 1937 als Trainer blieb. Zu seinen erfolgreichsten Athleten gehörten Ray Conger and Ray Putnam. 1939 wurde Simpson Nationaltrainer und Sportdirektor Ungarns, wo er trotz des Krieges in Europa blieb. Erst mit dem Kriegseintritt der USA kehrte er zurück, und wurde als Captain, 1944 befördert zum Major, wieder in die Armee aufgenommen. Nach dem Krieg blieb er als Trainer der Army und der Air Force und bereitete die Armee-Angehörigen auf die Olympischen Spiele vor. 1950 verließ er die Armee siedelte nach Kalifornien über, blieb der Leichtathletik als Kampfrichter verbunden. Er starb in Los Angeles. Für seine Verdienste wurde er als Gründungsmitglied in die National Track and Field Hall of Fame aufgenommen.